# 위메이드맥스
주식회사 위메이드맥스(영어: Wemade Max)는 1997년 4월 10일에 설립된 대한민국의 비디오 게임 개발 및 퍼블리싱 회사이다. 원래 이름은 조이맥스였으나 2010년에 위메이드에 인수된 후 위메이드맥스로 이름을 변경했다.

## 주요 게임
- 슬기로운 타워생활[4]